# Ośno Lubuskie (gemeente)
De gemeente Ośno Lubuskie is een stad- en landgemeente in het Poolse woiwodschap Lubusz, in powiat Słubicki.
De zetel van de gemeente is in Ośno Lubuskie.
Op 30 juni 2004 telde de gemeente 6302 inwoners.

## Oppervlakte gegevens
In 2002 bedroeg de totale oppervlakte van gemeente Ośno Lubuskie 197,97 km², waarvan:
- agrarisch gebied: 40%
- bossen: 51%

De gemeente beslaat 19,8% van de totale oppervlakte van de powiat.

## Demografie
Stand op 30 juni 2004:
| Omschrijving                   | Totaal | Totaal | Vrouwen | Vrouwen | Mannen | Mannen |
| ------------------------------ | ------ | ------ | ------- | ------- | ------ | ------ |
| eenheid                        | aantal | %      | aantal  | %       | aantal | %      |
| inwoners                       | 6302   | 100    | 3168    | 50,3    | 3134   | 49,7   |
| bevolkingsdichtheid (inw./km²) | 31,8   | 31,8   | 16      | 16      | 15,8   | 15,8   |

In 2002 bedroeg het gemiddelde inkomen per inwoner 1820,6 zł.

## Administratieve plaatsen (sołectwo)
Grabno-Rosławice, Gronów, Lubień, Połęcko, Radachów-Lipienica, Sienno, Smogóry, Świniary, Trześniów-Kochań.

## Aangrenzende gemeenten
Górzyca, Krzeszyce, Rzepin, Słońsk, Sulęcin, Torzym